# Jacobo Peuser
Jacobo Peuser (n. 1843, Bad Camberg, Hessa, Germania – d. 8 noiembrie 1901, Buenos Aires, Argentina) a fost un editor de carte argentinian care a fondat editura Edicinones Peuser. Avea doar 12 ani, când, în 1856, a ajuns în Argentina împreună cu părinții și cu cele două surori în căutarea unui viitor mai bun. La vârsta de 20 de ani a fondat o editură de carte numită inițial Casa Peuser. El a devenit unul dintre oamenii cheie ai industriei editoriale din Argentina în secolul al XIX-lea.

## Biografie
Jacob Peuser s-a născut în 1843 în orașul Camberg din ducatul de Nassau, aflat la nord-vest de Frankfurt pe Main. Tatăl lui, Damian, care era cizmar în Camberg, și mama lui, Elisabeth, aveau deja două fiice mai mari, Maria și Maria Margarethe Anna. În anii 1843-1845 cizmarul Damian Peuser a avut un venit relativ satisfăcător, datorită printre altele unei cereri relativ mari din partea corpului local de pompieri. În anul 1846 situația economică a familiei s-a schimbat din cauza sosirii din oraș a tot mai multor cizmari, în timp ce oferta de muncă a rămas constantă. Treizeci și nouă de cizmari se aflau în Camberg în 1851, ei formând cea mai mare categorie profesională din oraș. În 1846 Damian Peuser nu a mai putut să plătească taxele școlare pentru fiicele sale, iar, după ce în dreptul fetelor s-a scris comentariul „sărace”, Damian a fost scutit de plata taxelor școlare. Familia Peuser nu se număra printre familiile care trăiau în locuințe sociale subvenționate de comunitatea urbană, dar se poate presupune că prin emigrare avea speranța că va putea duce o viață mai bună. Revoluția democratică din 1848-1849, care a creat speranțe mari de schimbare în ducatul Nassau, a fost de scurtă durată, iar situația economică a localnicilor nu s-au îmbunătățit.
În 1855 guvernul provinciei Santa Fe a oferit permise de imigrare și sprijin pentru lucrările agricole pentru 1000 de familii europene dispuse să se stabilească acolo. Fiecare familiei urma să primească un lot de pământ, o casă cu două dormitoare, 600 de kilograme de făină până la următoarea recoltă, douăsprezece animale și semințe pentru plantare. Toate acestea valorau 466 de pesos argentinieni care urmau să fie restituiți guvernul provinciei Santa Fe în al doilea sau al treilea an după sosirea în Argentina. Coloniștii nu erau obligați să slujească în armată și au primit promisiunea că viața lor religioasă se va desfășura în mod liber, indiferent că erau creștini sau de altă religie. La sfârșitul anului 1855 douăzeci de familii cu un număr de nouăzeci și șapte de persoane din orașul Camberg au solicitat permisiunea comunității pentru emigrare. Ca urmare a circumstanțelor economice împovărătoare pentru multe familii urbane, care nu-și puteau acoperi necesitățile pentru traiul familial, au existat numeroase familii care au dorit să emigreze în America de Sud și au solicitat un sprijin financiar cuprins între 6000 și 8000 de guldeni. Primarul a aprobat cererea lor, iar Consiliul Local a votat acordarea banilor, cu treizeci și șapte de voturi dintr-un total de patruzeci și trei. Acest lucru reflectă interesul conducerii orașului pentru asigurarea ordinii sociale și împiedicarea comunității să suporte costuri generale prea mari pentru sprijinul financiar continuu al familiilor sărace. Situația s-a agravat până în 1856, când 306 bărbați, femei și copii au decis să emigreze în Argentina. Potrivit arhivei orașului, familia Peuser nu s-a numărat printre familiile care au primit sprijin social, deci a avut o situație economică mai bună decât restul familiilor. Începând cu anul 1816 era necesară obținerea unui permis de plecare atunci când o persoană sau membrii unei familii doreau să părăsească orașul și, prin urmare, nu s-a putut pleca în America în 1855, atunci când au fost acordate permisele de imigrare. În aceste cazuri trebuiau publicate două sau trei articole în ziarul orașului, notificând comunitatea de intenția de emigrare, astfel încât ceilalți cetățeni să aibă posibilitatea de a protesta dacă familia are datorii. Cu toate acestea, până la sfârșitul lunii aprilie 1856, s-a încheiat procedura de emitere a permiselor de plecare, iar familia a pornit într-o căruță spre orașul Biebrich, de unde s-a îmbarcat pe un vapor ce naviga pe Rin către portul Köln. Ajunsă acolo, familia a luat probabil un tren spre portul Dunkerque din nordul Franței, de unde navele porneau adesea în călătorie către America de Sud. Costurile de călătorie erau foarte mari și, de obicei, familiile cheltuiau ultimii lor bani în călătoria intercontinentală, iar în timpul călătoriei membrii familiei deveneau practic faliți. Condițiile călătoriei pe mare ce a durat 50 de zile au fost greu de îndurat, însă, cu toate acestea, toți membrii familiei au ajuns în viață în America de Sud.
Prin urmare, Jacob Peuser avea doar 12 ani atunci când el și familia sa au ajuns în Paraná, la acea vreme capitala Confederației Naționale (Confederación Argentina). De la o vârstă fragedă a lucrat în magazinul de articole de librărie și de papetărie al lui Eudoro Carrasco, înființat la Rosario, până în 1864, când, la vârsta de 20 de ani, s-a mutat la Buenos Aires. A fost angajat acolo de Don José Alejandro Bernheim, editor și redactor-șef al ziarelor Le Courrier de La Plata și La República. Trei ani mai târziu, în 1867, când avea vârsta de 23 de ani, el a fondat propria sa tipografie și librărie numită Casa Peuser. El a trăit într-o perioadă prosperă și extrem de dinamică pentru jurnalism și publicarea de cărți, iar până în anul următor a reușit să se mute într-un loc mai mare, iar în 1871 într-un spațiu și mai mare, aflat la colțul format de calle del Parque („strada parcului”, acum strada Lavalle) și cu calle Uruguay.

## Pionier al industriei editoriale
Pionier al dezvoltării activității tipografice și ulterior a industriei editoriale, Peuser a devenit una dintre figurile cheie ale artelor grafice din Argentina din secolul al XIX-lea și de la începutul secolului al XX-lea. În 1875 Jacobo Peuser a brevetat un nou sistem de cărți pentru serviciile administrative publice - cărțile sunt încă folosite și în prezent. Începând cu 28 februarie 1875 a publicat primul ziar în limba germană din Argentina, care a avut succes comercial, și în câteva luni a avut corespondenți editoriali proprii în Germania, Statele Unite ale Americii, Uruguay, Paraguay și în toate orașele din Argentina, unde exista o colonie germană mai numeroasă, în principal de-a lungul coastei.
În același an, cu sprijinul puternic al lui Jacobo Peuser, a fost înființat Clubul Industrial din Buenos Aires, o organizație care avea ca scop încurajarea, consilierea și protejarea noilor inițiative industriale. Clubul a organizat în ianuarie 1877 primul târg industrial din Buenos Aires, care a fost inaugurat de președintele de atunci, Nicolás Avellaneda. În 1887 clubul a pus bazele unei organizații care a funcționat sub denumirea Unio Industria de Argentina (în spaniolă Unión Industrial Argentina).
În anul 1881 a renunțat la publicarea ziarelor și a publicat prima carte literară, primul volum dintr-o serie ulterioară de descrieri amuzante ale Republicii Argentina. Peuser a publicat, printre altele, o traducere spaniolă a Divinei Comedii a lui Dante realizată de Bartolomé Mitre și lucrările științifice ale naturalistului, paleontologului, antropologului și zoologului Florentino Ameghino și a fost primul editor din Argentina care a publicat pe scară largă operele literare ale autorilor americani.

## Relațiile cu limba esperanto și onoruri contemporane
Editura sa a publicat, după moartea fondatorului, câteva cărți legate direct de literatura esperanto: spre exemplu, publicațiile Tempestad sobre el Aconcagua („Tempesto super Akonkagvo”, 1944, 274 de pagini) și Por tierra de Indios („Tra lando de indianoj”, prima ediție 1946, ediția a II-a 1951, 235 de pagini) ale etnologului esperantist și călătorului prin lumea largă Tibor Sekelj. În octombrie 2010 s-a organizat un eveniment special în onoarea lui Jacobo Peuser la Târgul de Carte din Frankfurt din acel an, care a contribuit la întărirea contactelor literare și publicistice dintre Germania și Argentina.